# Episodi di Bob's Burgers (nona stagione)
La nona stagione della serie televisiva Bob's Burgers viene trasmessa negli Stati Uniti, da Fox, dal 30 settembre 2018 al 12 maggio 2019.
In Italia viene trasmessa su Fox Animation dal 5 maggio al 23 giugno 2019.
| nº | Codice di produzione | Titolo originale                                  | Titolo italiano                        | Prima TV USA      | Prima TV Italia |
| -- | -------------------- | ------------------------------------------------- | -------------------------------------- | ----------------- | --------------- |
| 1  | 8ASA06               | Just One of the Boyz 4 Now for Now                | I Mitici Quattro                       | 30 settembre 2018 | 5 maggio 2019   |
| 2  | 7ASA13               | The Taking of Funtime One Two Three               | Il Famiglialandia                      | 7 ottobre 2018    | 5 maggio 2019   |
| 3  | 8ASA09               | Tweentrepreneurs                                  | I piccoli imprenditori                 | 14 ottobre 2018   | 5 maggio 2019   |
| 4  | 8ASA07               | Nightmare on Ocean Avenue Street                  | Incubo sulla Ocean Avenue              | 21 ottobre 2018   | 12 maggio 2019  |
| 5  | 8ASA11               | Live and Let Fly                                  | Il giorno della vendetta               | 4 novembre 2018   | 12 maggio 2019  |
| 6  | 8ASA12               | Bobby Driver                                      | Bobby Driver                           | 11 novembre 2018  | 12 maggio 2019  |
| 7  | 8ASA08               | I Bob Your Pardon                                 | Il perdono del tacchino                | 18 novembre 2018  | 19 maggio 2019  |
| 8  | 8ASA13               | Roller? I Hardly Know Her!                        | Pattinare? Lo so fare a malapena       | 25 novembre 2018  | 19 maggio 2019  |
| 9  | 8ASA14               | UFO No You Didn't                                 | Il progetto di scienze                 | 2 dicembre 2018   | 19 maggio 2019  |
| 10 | 8ASA10               | Better Off Sled                                   | Slittino o morte!                      | 9 dicembre 2018   | 26 maggio 2019  |
| 11 | 8ASA16               | Lorenzo's Oil? No, Linda's                        | Unti per le feste                      | 6 gennaio 2019    | 26 maggio 2019  |
| 12 | 8ASA17               | The Helen Hunt                                    | La caccia di Helen                     | 13 gennaio 2019   | 26 maggio 2019  |
| 13 | 8ASA15               | Bed, Bob & Beyond                                 | Sliptornado                            | 10 febbraio 2019  | 2 giugno 2019   |
| 14 | 8ASA18               | Every Which Way but Goose                         | Tina e Bruce                           | 17 febbraio 2019  | 2 giugno 2019   |
| 15 | 8ASA19               | The Fresh Princ-ipal                              | Louise, la preside di Bel-Air          | 3 marzo 2019      | 2 giugno 2019   |
| 16 | 8ASA20               | Roamin' Bob-iday                                  | Il giorno libero di Bob                | 10 marzo 2019     | 9 giugno 2019   |
| 17 | 8ASA21               | What About Blob?                                  | La chiazza                             | 17 marzo 2019     | 9 giugno 2019   |
| 18 | 8ASA22               | If You Love It So Much, Why Don't You Marionette? | Se ti piace così tanto, legalo al dito | 24 marzo 2019     | 9 giugno 2019   |
| 19 | 8ASA23               | Long Time Listener, First Time Bob                | L'incubo delle patatine dolci fritte   | 7 aprile 2019     | 16 giugno 2019  |
| 20 | 8ASA24               | The Gene Mile                                     | La corsa                               | 28 aprile 2019    | 16 giugno 2019  |
| 21 | 8ASA25               | P.T.A. It Ain't So                                | Il comitato non fa per me              | 5 maggio 2019     | 23 giugno 2019  |
| 22 | 8ASA26               | Yes Without My Zeke                               | In punizione                           | 12 maggio 2019    | 23 giugno 2019  |

## I Mitici Quattro
- Titolo originale: Just One of the Boyz 4 Now for Now
- Diretto da: Ian Hamilton
- Scritto da: Lizzie Molyneux e Wendy Molyneux

### Trama
Convinta di aver incontrato l'amore della sua vita, Tina decide di camuffarsi da ragazzo e infilarsi nelle audizioni di Boyz 4 Now per trovarlo. Al ristorante, Teddy chiede al resto della famiglia Belcher di riportare in vita il suo topo.
- Ascolti USA: telespettatori 2.470.000 – rating/share 18-49 anni.[5]

## Il Famiglialandia
- Titolo originale: The Taking of Funtime One Two Three
- Diretto da: Chris Song
- Scritto da: Justin Hook

### Trama
Con l'aiuto di Mr. Fischoeder, Tina, Gene e Louise escogitano un piano per vincere il grande premio dune buggy in una sala giochi locale. Nel frattempo, Teddy promette a Bob e Linda di regarli delle uova fresche se prenderanno un pollo per lui.
- Ascolti USA: telespettatori 3.080.000 – rating/share 18-49 anni.[6]